# Arthur Solmssen
Arthur R. G. Solmssen (eigentlich: Arthur Robert George Solmssen, * 29. September 1928 in New York; † 23. April 2018 in Bryn Mawr, Pennsylvania) war ein amerikanischer Jurist und Schriftsteller. Er entstammte den deutschen Familien Mendelssohn, Warschauer und Salomonsohn/Solmssen, die zum Teil vom Judentum zum Christentum konvertierten und deren berühmteste Vertreter die Vorfahren Moses Mendelssohn, Joseph Mendelssohn und Alexander Mendelssohn sowie der Onkel Georg Solmssen und der Großvater Arthur Salomonsohn sind. Solmssen verbrachte seine frühe Kindheit in Berlin und studierte am Harvard College und der Universität Pennsylvania. Nach dem juristischen Staatsexamen 1953 arbeitete er als Rechtsanwalt in Philadelphia.
Solmssen veröffentlichte mehrere Bücher. Sein berühmtester Roman ist A Princess in Berlin (1980), ins Deutsche 1981 übersetzt als „Berliner Reigen“, ein Porträt über die frühe Zeit der Weimarer Republik in Deutschland. Im Mittelpunkt steht die konvertierte deutsch-jüdische Bankiersdynastie von Waldstein, in der sich die Salomonsohns-Solmssens wiederfinden lassen. Prominente Figuren wie Hermann Göring, Bertolt Brecht und Walther Rathenau treten auf. Das enorme philanthropische Wirken der Quäker wird gewürdigt. Das Buch ist in viele europäische Sprachen sowie ins Türkische übersetzt worden.

## Werke
- Rittenhouse Square (1968)
- Alexander's Feast (1971)
- The Comfort Letter (1975)
- A Princess in Berlin (1980)
- Takeover Time (1986)
- The Wife of Shore (2000)